# Carlos A. Bravo
Carlos Alberto Bravo Herrera (San Miguelito, 7 de agosto de 1882 - Granada, 13 de diciembre de 1975) fue un periodista, profesor de literatura, conferencista y escritor nicaragüense. Es considerado como uno de los iniciadores de la narrativa en Nicaragua y en su tiempo fue reconocido como "Profesor de profesores".

## Origen
Nació el 7 de agosto de 1882 en el pueblo de San Miguelito, que en el siglo pasado era parte del departamento de Chontales y actualmente es un municipio del departamento de Río San Juan. Sus primeros años los pasó en San Carlos, un pueblo lacustre, ahí su padre era comandante. También vivó en El Rama, sitio donde su hermano Salvador trabajaba como profesor de escuela (el único del lugar). En su niñez, Carlos A. Bravo, se ganaba la vida vendiendo cajetas y rosquillas en las calles.
Después de un tiempo su familia lo envió a Bluefields, donde aprendió inglés y estudió en el Colegio Moravo. Allí se ganó una beca para perfeccionar el inglés en Nueva Orleans y cursó dos años en el Soullye College. Más tarde regresó a Nicaragua y nutrió su intelecto con los libros de la notable biblioteca de la Misión Morava.

## Juventud
Luego de algunas incidencias se traslada a Granada en 1893. Al principio, trabajó como empleado en una tienda y también en el Club Social de la ciudad. No obstante, en 1904, a la edad de 22 años, logró asistir como estudiante al Instituto Nacional de Oriente (INDO); y posteriormente, consiguió trabajo como redactor del Diario de Granada, dirigido por Manuel Coronel Matus.
Para esa fecha, ingresó como seminarista a la escuela de San Ramón, en León, donde tuvo como compañeros de estudios a Alejandro González, al cura Silverio Cuadra y al sacerdote y poeta Azarías H. Pallais; pero en 1905 se retiró del sacerdocio por diferentes razones y se dedicó al magisterio. A finales de ese mismo año dirigíó una revista literaria llamada “La Pluma.”
En 1907 conoció y entrevistó al Príncipe de las Letras Castellanas: Rubén Darío. Para ese tiempo los conservadores habían tomado el poder, y como él era liberal, la vida en Granada se le complicó, pues mucho lo detenían y le registraban la casa, así que decidió marcharse a la Costa Atlántica. En 1911 fundó el Heraldo de Bluefields y el 17 de junio de ese mismo año publicó un artículo en honor a Don Enrique Guzmán.

## Invención del "Batiburrillo"
Una vez que las pasiones se calmaron retornó a Granada. Se ganaba la vida como antes, escribiendo y además, impartiendo clases en el INDO. El mismo año que se hunde el Titanic (1912) publica en el Diario Nicaragüense su primer “batiburrillo”, género literario que inventa y que consiste en mezclar aspectos de varios temas en un solo escrito; respecto a eso, Pedro Joaquín Cuadra Chamorro (el director del Diario) le dijo que escribía como Eugenio d’ Ors.
En febrero de 1916, durante las honras fúnebres de Rubén Darío, leyó en la Universidad de León un discurso sobre el insigne poeta. El 15 de mayo de 1919, a los 37 años de edad, recibe su diploma de Bachiller en Letras tras haber elaborado una tesis sobre Miguel de Cervantes. Quien le autorizó el examen fue el entonces Ministro de Instrucción Pública, David Arellano.
En 1928 se casó con Modesta Castillo y de esa unión nació su primer hijo: José María Bravo. Entre las múltiples cartas de felicitaciones que el “Profesor de profesores” recibió por el nacimiento de su primogénito resalta una foto autografiada de Anastasio Somoza García que en la dedicatoria dice: “Para el más grande de los somocistas, José Bravo. Cariñosamente, A. Somoza, 1936”. Josecito muere a corta edad y don Carlos le dedica unos cuantos batiburrillos publicados en distintos diarios del país. A los pocos años, pierde también a su esposa y escribe “Cartas a mi mujer”, otro tipo de batiburrillo.

## Adultez
A pesar de ser un hombre de confesión liberal, mantuvo una buena amistad con uno de los líderes conservadores más prominentes de Granada, Carlos Cuadra Pasos. Aunque no compartían la misma ideología política, sí los unía un profundo respeto intelectual. De 1929 a 1932 labora en Managua como Secretario Privado del Presidente de la República, el General José María Moncada.
Posteriormente, vuelve a Granada y se dedica a dar clases otra vez en el instituto. En ese tiempo, durante las vacaciones escolares, visita y recorre toda Nicaragua junto con sus alumnos. El 13 de marzo de 1949, a los 67 años, ingresa a la Academia Nicaragüense de la Lengua. En 1951 es nombrado director del INDO.
A los años siguientes vuelve a encontrar el amor y se casa con Dolores Serrano. De dicha unión nacen dos hijos: Alejandro Bravo y María Cecilia Bravo, quienes heredaron el amor a las letras y a la patria.

## Reconocimiento "Profesor Honoris Causa"
En 1970 recibe por parte de la Universidad Nacional Autónoma de Nicaragua el título de “Profesor Honoris Causa”. La ceremonia se llevó a cabo en la casa de habitación del homenajeado y entre los invitados se encontraban figuras intelectuales como: Carlos Tunnermann Bernheim, Alejandro Barberena Pérez, Jorge Eduardo Arellano, Guillermo Rothschuh Tablada, Edgardo Buitrago, Fernando Silva (considerado el hijo literario de Carlos A. Bravo), entre otros.
Todos ellos comparten un aprecio intelectual por aquel, que según Jorge Eduardo Arellano, es uno de los fundadores de la narrativa nicaragüense, “pues se apropió del paisaje en su totalidad y dio categoría literaria al habla nacional; mas no llevo al máximo ambas tendencias porque no legó propiamente cuentos y relatos, sino pinceladas descriptivas y retratos de personajes rurales”.

## Últimos días y obra literaria
El 13 de diciembre de 1975 muere Carlos A. Bravo en Granada, la ciudad que lo vio consagrarse como uno de los mejores prosistas de la nación. Según el poeta nicaragüense Julio Valle Castillo, “su prosa era elaborada, fresca, de reflexión y de contemplación y de celebración de lo nicaragüense, y además, era una prosa artística… Eran verdaderos poemas escritos en prosa”. Gran parte de su obra fue antologada en un solo libro por el escritor antes mencionado: Nicaragua, teatro de lo grandioso, publicado en 1993 por la editorial Nueva Nicaragua.
Aquellos que lo conocieron, lo escucharon o inclusive, lo leyeron, saben que uno de los motivos que más inspiraba a Carlos A. Bravo era el amor que le profesaba a la tierra que lo vio nacer, y en especial, a la tierra de su madre: Chontales. Fue él quien escribió: “Chontales es para mí el alma de Nicaragua, lo más querido, lo que tengo más cerca de mi corazón. ¡ES LA TIERRA DE MI MADRE!”.